# Vivienne Mort
Vivienne Mort byla ukrajinská indie rocková hudební skupina. Založená byla v roce 2007 a působila v Kyjevě. Frontmankou a autorkou textů a hudby je Daniela Zajuškinová. V letech 2007–2009 hráli pouze příležitostně a v proměnlivé sestavě, v roce 2010 vyšlo jejich první album (EP) s názvem Єсєнтукі LOVE. První plnohodnotné studiové album Театр Pipino vydali v roce 2013, vyrazili na turné a zveřejnili videoklip k písni Сліди маленьких рук. V následujících letech vydali tři další EP: Готика (2014), Filin (2015) a Rosa (2016). V roce 2016 během turné odehráli také tři koncerty v Polsku a Zajuškivoná natočila v Bombaji videoklip k písni Пташечка. V roce 2017 vystoupili v Praze na festivalu „Ukrajino, vítej v Evropě.“ V únoru 2017 se se singlem Іній zúčastnili národního semifinále Eurovize, ve kterém skončili čtvrtí z osmi a do finále nepostoupili. Jejich posledním albem je Досвід z roku 2018, v roce 2020 vyšla kompilace Вибране a úplně posledním počinem před rozlučkovým turné se stal singl Друже Мій (Druže Mij) z roku 2021. V reakci na ruskou invazi na Ukrajinu Zajuškinová nahrála na YouTube několik nových písní doprovázených na klávesy.

## Diskografie
- 2010 – Єсєнтукі LOVE (Jesjentuki LOVE, EP)
- 2013 – Театр Pipinó (Teatr Pipino)
- 2014 – Готика (Hotika, EP)
- 2015 – Filin (EP)
- 2016 – Rosa (EP)
- 2018 – Досвід (Dosvid)
- 2020 – Вибране (Vybrane, kompilace)